# Бизиняно
Бизиня̀но (на италиански: Bisignano, на местен диалект Visignànu, Визиняну) е град и община в Южна Италия, провинция Козенца, регион Калабрия. Разположен е на 350 m надморска височина. Населението на общината е 10 436 души (към 2012 г.).